# امری کتز
امری کتز (انگلیسی: Omri Katz؛ زادهٔ ۳۰ مهٔ ۱۹۷۶) یک هنرپیشه اهل ایالات متحده آمریکا است. وی بین سال‌های ۱۹۸۳ تا ۲۰۰۶ میلادی فعالیت می‌کرد.
او در فیلم شعبده‌بازی بازی کرده است.